# Imma paratma
Imma paratma är en fjärilsart som beskrevs av Edward Meyrick 1912. Imma paratma ingår i släktet Imma och familjen Immidae. Inga underarter finns listade i Catalogue of Life.